# Noel Robert Charles Cosby
Noel Robert Charles Cosby, britanski general, * 1890, † 1981.